# Team Waoo
El Team Waoo (codi UCI: TWA), conegut anteriorment com a Trefor, Team VéloCONCEPT o Team Virtu Cycling, és un equip ciclista danès professional de categoria Continental. Creat el 2011, l'any següent comença a competir als circuits continentals.
No s'ha de confondre amb l'equip Blue Water.

## Principals resultats
- Hadeland GP/Sundvolden GP: Rasmus Guldhammer (2014, 2017), Søren Kragh Andersen (2015)
- Chrono champenois: Rasmus Christian Quaade (2014)
- Gran Premi Ringerike: Asbjørn Kragh Andersen (2015), Rasmus Guldhammer (2017)
- Triptyque des Monts et Châteaux: Mads Würtz Schmidt (2016)
- Tour de Loir i Cher: Alexander Kamp (2017)
- Gran Premi Viborg: Kasper Asgreen (2017)

### A les grans voltes
- Giro d'Itàlia
  - 0 participacions

- Tour de França
  - 0 participacions

- Volta a Espanya
  - 0 participacions

## Composició de l'equip
| \| Llista de l'equip 2011 \| Llista de l'equip 2011 \| Llista de l'equip 2011 \| Llista de l'equip 2011 \| \| Ciclista \| Data de naixement \| Equip previ \| \| \| ------------------------ \| ---------------------- \| ---------------------- \| ---------------------- \| \| Jannik Hyldtoft Hansen \| 19 de setembre de 1988 \| \| \| \| Michael Damm Kohberg \| 26 de octubre de 1989 \| \| \| \| Rasmus Kristensen \| 5 de octubre de 1990 \| \| \| \| Thomas Wraae Madsen \| 17 de novembre de 1988 \| \| \| \| Klaus-Hieronymus Stenger \| 3 de juny de 1986 \| \| \| \| Rasmus Vorre Louring \| 13 de novembre de 1990 \| \| \| \| \| \| \| \| \| Font: UCI \| \| \| \|Nota: Jannik Hyldtoft Hansen Nota: Michael Damm Kohberg Nota: Rasmus Kristensen Nota: Thomas Wraae Madsen Nota: Klaus-Hieronymus Stenger |                        |             |  |
| Llista de l'equip 2011 |                        |             |  |
| Ciclista | Data de naixement      | Equip previ |  |
| Jannik Hyldtoft Hansen | 19 de setembre de 1988 |             |  |
| Michael Damm Kohberg | 26 de octubre de 1989  |             |  |
| Rasmus Kristensen | 5 de octubre de 1990   |             |  |
| Thomas Wraae Madsen | 17 de novembre de 1988 |             |  |
| Klaus-Hieronymus Stenger | 3 de juny de 1986      |             |  |
| Rasmus Vorre Louring | 13 de novembre de 1990 |             |  |
| |                        |             |  |
| Font: UCI |                        |             |  |

| \| Llista de l'equip 2012 \| Llista de l'equip 2012 \| Llista de l'equip 2012 \| Llista de l'equip 2012 \| \| Ciclista \| Data de naixement \| Equip previ \| \| \| ------------------------ \| ---------------------- \| -------------------------------------- \| ---------------------- \| \| Asbjørn Kragh Andersen \| 9 de abril de 1992 \| Designa Køkken-Knudsgaard (2011) \| \| \| Jannik Hyldtoft Hansen \| 19 de setembre de 1988 \| \| \| \| Mathias Holm Hemmsen \| 13 de novembre de 1992 \| \| \| \| Thomas Guldhammer \| 31 de juliol de 1987 \| Concordia Forsikring-Himmerland (2011) \| \| \| Kristian Haugaard \| 27 de febrer de 1991 \| Team Energi Fyn (2011) \| \| \| Rasmus Kristensen \| 5 de octubre de 1990 \| \| \| \| Klaus Vorgod Kristensen \| 31 de juliol de 1989 \| \| \| \| Rasmus Hestbek Lund \| 10 de octubre de 1993 \| Team RCR Odense Junior (2011) \| \| \| Jens-Erik Madsen \| 30 de març de 1981 \| Concordia Forsikring-Himmerland (2011) \| \| \| Thomas Wraae Madsen \| 17 de novembre de 1988 \| \| \| \| Nicki Rasmussen \| 31 de gener de 1990 \| \| \| \| Klaus-Hieronymus Stenger \| 3 de juny de 1986 \| \| \| \| Michael Tronborg \| 13 de juliol de 1983 \| Differdange-Magic-SportFood.de (2011) \| \| \| Rasmus Vorre Louring \| 13 de novembre de 1990 \| \| \| \| Aske Vorre Louring \| 24 de maig de 1993 \| \| \| \| \| \| \| \| \| Font: ProCyclingStats \| \| \| \| |                        |                                        |  |
| Llista de l'equip 2012 |                        |                                        |  |
| Ciclista | Data de naixement      | Equip previ                            |  |
| Asbjørn Kragh Andersen | 9 de abril de 1992     | Designa Køkken-Knudsgaard (2011)       |  |
| Jannik Hyldtoft Hansen | 19 de setembre de 1988 |                                        |  |
| Mathias Holm Hemmsen | 13 de novembre de 1992 |                                        |  |
| Thomas Guldhammer | 31 de juliol de 1987   | Concordia Forsikring-Himmerland (2011) |  |
| Kristian Haugaard | 27 de febrer de 1991   | Team Energi Fyn (2011)                 |  |
| Rasmus Kristensen | 5 de octubre de 1990   |                                        |  |
| Klaus Vorgod Kristensen | 31 de juliol de 1989   |                                        |  |
| Rasmus Hestbek Lund | 10 de octubre de 1993  | Team RCR Odense Junior (2011)          |  |
| Jens-Erik Madsen | 30 de març de 1981     | Concordia Forsikring-Himmerland (2011) |  |
| Thomas Wraae Madsen | 17 de novembre de 1988 |                                        |  |
| Nicki Rasmussen | 31 de gener de 1990    |                                        |  |
| Klaus-Hieronymus Stenger | 3 de juny de 1986      |                                        |  |
| Michael Tronborg | 13 de juliol de 1983   | Differdange-Magic-SportFood.de (2011)  |  |
| Rasmus Vorre Louring | 13 de novembre de 1990 |                                        |  |
| Aske Vorre Louring | 24 de maig de 1993     |                                        |  |
| |                        |                                        |  |
| Font: ProCyclingStats |                        |                                        |  |

| \| Llista de l'equip 2016 \| Llista de l'equip 2016 \| Llista de l'equip 2016 \| Llista de l'equip 2016 \| \| Ciclista \| Data de naixement \| Equip previ \| \| \| --------------------------------------- \| ---------------------- \| ----------------------------------- \| ---------------------- \| \| Kasper Asgreen \| 8 de febrer de 1995 \| MLP Bergstraße (2015) \| \| \| Niklas Eg \| 6 de gener de 1995 \| Herning Cykle Klub (2015) \| \| \| Daniel Foder \| 7 de abril de 1983 \| Blue Water (2013) \| \| \| Andreas Jeppesen \| 21 de juliol de 1996 \| \| \| \| Christian Jørgensen \| 13 de novembre de 1987 \| ColoQuick (2015) \| \| \| Niklas Larsen \| 22 de març de 1997 \| Team Kelberg-Roskilde Junior (2015) \| \| \| Mark Sehested Pedersen \| 6 de novembre de 1991 \| Blue Water (2013) \| \| \| Mads Rahbek \| 19 de octubre de 1995 \| Blue Water Junior (2013) \| \| \| Thomas Riis \| 31 de agost de 1992 \| Blue Water (2013) \| \| \| Mads Würtz Schmidt \| 31 de març de 1994 \| ColoQuick (2015) \| \| \| Nicolaj Steen \| 4 de gener de 1995 \| \| \| \| Anders Hardahl \| 3 de maig de 1996 \| \| \| \| \| \| \| \| \| Fonts: ProCyclingStats Cycling Archives \| \| \| \| |                        |                                     |  |
| Llista de l'equip 2016 |                        |                                     |  |
| Ciclista | Data de naixement      | Equip previ                         |  |
| Kasper Asgreen | 8 de febrer de 1995    | MLP Bergstraße (2015)               |  |
| Niklas Eg | 6 de gener de 1995     | Herning Cykle Klub (2015)           |  |
| Daniel Foder | 7 de abril de 1983     | Blue Water (2013)                   |  |
| Andreas Jeppesen | 21 de juliol de 1996   |                                     |  |
| Christian Jørgensen | 13 de novembre de 1987 | ColoQuick (2015)                    |  |
| Niklas Larsen | 22 de març de 1997     | Team Kelberg-Roskilde Junior (2015) |  |
| Mark Sehested Pedersen | 6 de novembre de 1991  | Blue Water (2013)                   |  |
| Mads Rahbek | 19 de octubre de 1995  | Blue Water Junior (2013)            |  |
| Thomas Riis | 31 de agost de 1992    | Blue Water (2013)                   |  |
| Mads Würtz Schmidt | 31 de març de 1994     | ColoQuick (2015)                    |  |
| Nicolaj Steen | 4 de gener de 1995     |                                     |  |
| Anders Hardahl | 3 de maig de 1996      |                                     |  |
| |                        |                                     |  |
| Fonts: ProCyclingStats Cycling Archives |                        |                                     |  |

| \| Llista de l'equip 2017 \| Llista de l'equip 2017 \| Llista de l'equip 2017 \| Llista de l'equip 2017 \| \| Ciclista \| Data de naixement \| Equip previ \| \| \| -------------------------------------------------------- \| ---------------------- \| -------------------------------------------------- \| ---------------------- \| \| Kasper Asgreen \| 8 de febrer de 1995 \| MLP Bergstraße (2015) \| \| \| Michael Carbel Svendgaard \| 7 de febrer de 1995 \| Stölting Service Group (2016) \| \| \| Anthon Charmig \| 25 de març de 1998 \| Team Børkop Cykler-Carl Ras Roskilde Junior (2016) \| \| \| Niklas Eg \| 6 de gener de 1995 \| Herning Cykle Klub (2015) \| \| \| Rasmus Guldhammer \| 9 de març de 1989 \| Stölting Service Group (2016) \| \| \| Andreas Jeppesen \| 21 de juliol de 1996 \| \| \| \| Alexander Kamp \| 14 de desembre de 1993 \| Stölting Service Group (2016) \| \| \| Niklas Larsen \| 22 de març de 1997 \| Team Kelberg-Roskilde Junior (2015) \| \| \| Mark Sehested Pedersen \| 6 de novembre de 1991 \| Blue Water (2013) \| \| \| Mads Rahbek \| 19 de octubre de 1995 \| Blue Water Junior (2013) \| \| \| Michael Reihs \| 25 de abril de 1979 \| Stölting Service Group (2016) \| \| \| Thomas Riis \| 31 de agost de 1992 \| Blue Water (2013) \| \| \| Nicolaj Steen \| 4 de gener de 1995 \| \| \| \| \| \| \| \| \| Fonts: ProCyclingStats Cycling Quotient Cycling Archives \| \| \| \| |                        |                                                    |  |
| Llista de l'equip 2017 |                        |                                                    |  |
| Ciclista | Data de naixement      | Equip previ                                        |  |
| Kasper Asgreen | 8 de febrer de 1995    | MLP Bergstraße (2015)                              |  |
| Michael Carbel Svendgaard | 7 de febrer de 1995    | Stölting Service Group (2016)                      |  |
| Anthon Charmig | 25 de març de 1998     | Team Børkop Cykler-Carl Ras Roskilde Junior (2016) |  |
| Niklas Eg | 6 de gener de 1995     | Herning Cykle Klub (2015)                          |  |
| Rasmus Guldhammer | 9 de març de 1989      | Stölting Service Group (2016)                      |  |
| Andreas Jeppesen | 21 de juliol de 1996   |                                                    |  |
| Alexander Kamp | 14 de desembre de 1993 | Stölting Service Group (2016)                      |  |
| Niklas Larsen | 22 de març de 1997     | Team Kelberg-Roskilde Junior (2015)                |  |
| Mark Sehested Pedersen | 6 de novembre de 1991  | Blue Water (2013)                                  |  |
| Mads Rahbek | 19 de octubre de 1995  | Blue Water Junior (2013)                           |  |
| Michael Reihs | 25 de abril de 1979    | Stölting Service Group (2016)                      |  |
| Thomas Riis | 31 de agost de 1992    | Blue Water (2013)                                  |  |
| Nicolaj Steen | 4 de gener de 1995     |                                                    |  |
| |                        |                                                    |  |
| Fonts: ProCyclingStats Cycling Quotient Cycling Archives |                        |                                                    |  |

| \| Llista de l'equip 2018 \| Llista de l'equip 2018 \| Llista de l'equip 2018 \| Llista de l'equip 2018 \| \| Ciclista \| Data de naixement \| Equip previ \| \| \| ------------------------------------------------ \| ---------------------- \| ----------------------------------- \| ---------------------- \| \| Asbjørn Kragh Andersen \| 9 de abril de 1992 \| Delko-Marseille Provence-KTM (2017) \| \| \| Kasper Asgreen (1 de gen–31 de març, Nota) \| 8 de febrer de 1995 \| MLP Bergstraße (2015) \| \| \| Jakob Egholm \| 27 de abril de 1998 \| Giant-Castelli (2017) \| \| \| Audun Brekke Fløtten \| 20 de agost de 1990 \| Uno-X Hydrogen Development (2017) \| \| \| Rasmus Guldhammer \| 9 de març de 1989 \| Stölting Service Group (2016) \| \| \| Mikkel Frølich Honoré (1 de gen–31 de jul, Nota) \| 21 de gener de 1997 \| Lotto-Soudal U23 (2017) \| \| \| Andreas Jeppesen \| 21 de juliol de 1996 \| \| \| \| Alexander Kamp \| 14 de desembre de 1993 \| Stölting Service Group (2016) \| \| \| Mathias Krigbaum \| 3 de febrer de 1995 \| ColoQuick-Cult (2017) \| \| \| Johan Langballe \| 9 de febrer de 1999 \| Herning CK Junior (2017) \| \| \| Niklas Larsen \| 22 de març de 1997 \| Team Kelberg-Roskilde Junior (2015) \| \| \| Jesper Schultz \| 27 de febrer de 1996 \| ColoQuick-Cult (2017) \| \| \| Torkil Veyhe \| 9 de gener de 1990 \| ColoQuick-Cult (2017) \| \| \| \| \| \| \| \| Fonts: ProCyclingStats Cycling Quotient \| \| \| \|Nota: Kasper Asgreen, canvi d'equip Nota: Mikkel Frølich Honoré, aprenent |                        |                                     |  |
| Llista de l'equip 2018 |                        |                                     |  |
| Ciclista | Data de naixement      | Equip previ                         |  |
| Asbjørn Kragh Andersen | 9 de abril de 1992     | Delko-Marseille Provence-KTM (2017) |  |
| Kasper Asgreen (1 de gen–31 de març, Nota) | 8 de febrer de 1995    | MLP Bergstraße (2015)               |  |
| Jakob Egholm | 27 de abril de 1998    | Giant-Castelli (2017)               |  |
| Audun Brekke Fløtten | 20 de agost de 1990    | Uno-X Hydrogen Development (2017)   |  |
| Rasmus Guldhammer | 9 de març de 1989      | Stölting Service Group (2016)       |  |
| Mikkel Frølich Honoré (1 de gen–31 de jul, Nota) | 21 de gener de 1997    | Lotto-Soudal U23 (2017)             |  |
| Andreas Jeppesen | 21 de juliol de 1996   |                                     |  |
| Alexander Kamp | 14 de desembre de 1993 | Stölting Service Group (2016)       |  |
| Mathias Krigbaum | 3 de febrer de 1995    | ColoQuick-Cult (2017)               |  |
| Johan Langballe | 9 de febrer de 1999    | Herning CK Junior (2017)            |  |
| Niklas Larsen | 22 de març de 1997     | Team Kelberg-Roskilde Junior (2015) |  |
| Jesper Schultz | 27 de febrer de 1996   | ColoQuick-Cult (2017)               |  |
| Torkil Veyhe | 9 de gener de 1990     | ColoQuick-Cult (2017)               |  |
| |                        |                                     |  |
| Fonts: ProCyclingStats Cycling Quotient |                        |                                     |  |

## Classificacions UCI

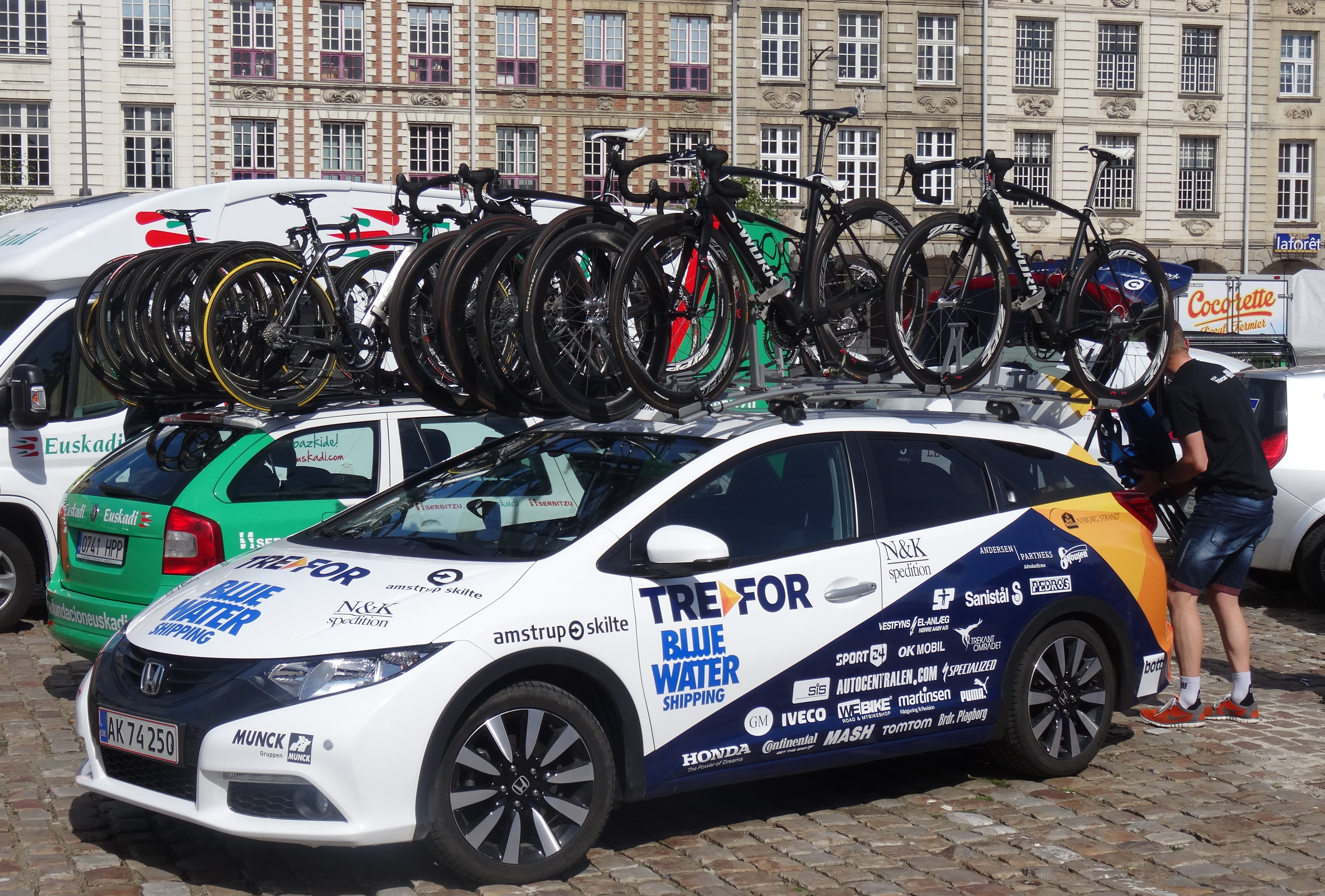
Vehicle de l'equip al 2014

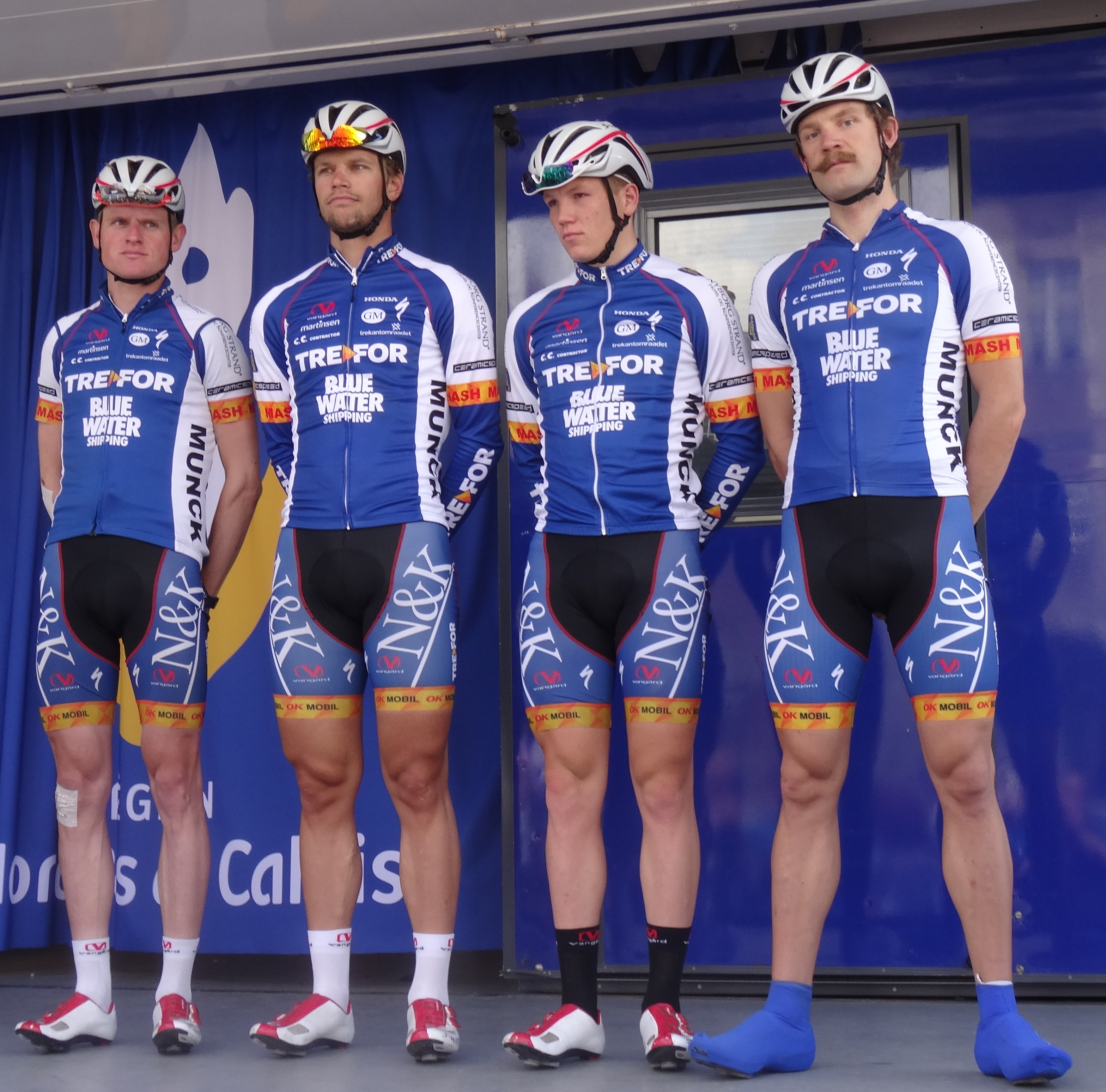
L'equip al 2014

A partir del 2012 l'equip s'incorpora als circuits continentals de ciclisme i en particular a l'UCI Europa Tour.
UCI Amèrica Tour
| Temporada | Classificació per equips | Millor ciclista en la classificació individual |
| --------- | ------------------------ | ---------------------------------------------- |
| 2015      | 50è                      | Michael Olsson (353è)                          |

UCI Àsia Tour
| Temporada | Classificació per equips | Millor ciclista en la classificació individual |
| --------- | ------------------------ | ---------------------------------------------- |
| 2014      | 32è                      | Patrick Clausen (65è)                          |
| 2015      | 65è                      | Mark Sehested Pedersen (163è)                  |
| 2016      | 57è                      | Kasper Asgreen (152è)                          |

UCI Europa Tour
| Temporada | Classificació per equips | Millor ciclista en la classificació individual |
| --------- | ------------------------ | ---------------------------------------------- |
| 2012      | 120è                     | Asbjørn Kragh Andersen (993è)                  |
| 2013      | 75è                      | Rasmus Christian Quaade (322è)                 |
| 2014      | 33è                      | Rasmus Guldhammer (72è)                        |
| 2015      | 25è                      | Søren Kragh Andersen (20è)                     |
| 2016      | 51è                      | Mads Würtz Schmidt (114è)                      |
| 2017      | 21è                      | Rasmus Guldhammer (55è)                        |